# 布什尔核电站
布什尔核电站（波斯语：نیروگاه اتمی بوشهر）是伊朗布什尔市东南17公里处波斯湾沿岸的一座核电站，它是中东地区建造的第一座民用核电站。
布什尔核电站由德国公司于1975年开始建造，但在1979年伊朗伊斯兰革命后停工。两伊战争期间，该厂多次遭到轰炸。后来伊朗和俄罗斯原子能部于1995年签署了完成该厂的合同，俄罗斯原子能出口公司被指定为主要承包商。由于技术和资金方面的挑战以及西方国家的政治压力，工程被推迟了几年。在2007年工程再次面临停工危险后，俄伊双方再次达成协议，伊朗承诺在核电站建成后对俄方因成本上升和通货膨胀而增加的建造費用进行补偿。同年該核電站開始接收核燃料。布什爾核電站于2011年9月3日开始向伊朗国家电网供电，并在2011年9月12日正式启用。2013年9月23日，布什爾核電站运营控制权由俄羅斯移交給伊朗。